# Мартич, Грго
Грго Мартич (хорв. Grgo Martić; 22 января 1822, Posušje — 30 августа 1905, Крешево, Босния и Герцеговина) — хорватский и боснийский монах-францисканец и писатель.

## Биография

### Общее жизнеописание
Грго Мартич родился в 1822 году в местечке Растовача около города Посушье (ранее — Османская империя, ныне Босния и Герцеговина). Обучался в Загребе и Пеште. В 1834 году поступил в школу при францисканском монастыре, до 1838 года проживал в Крешево. С 1844 года учился в Пожеге, Загребе и Пеште (ныне Будапешт). 24 декабря 1844 года рукоположён в священники, три года совершал службы в Крешево и Осова. В 1847 году открыл школу в Крешево и гимназию в Сараево. С 1851 по 1879 годы — священник римско-католической церкви в Сараево, с 1879 года и до смерти (1905 год) — монах монастыря францисканцев в Крешево. Большую часть своей жизни провёл в Боснии. 

### Литературная и культурная деятельность
Мартич переводил произведения Гомера и Гёте на хорватский язык, а также писал ряд исторических произведений — одним из наиболее известных стал роман «Просветители» (хорв. Osvetnici), посвящённый борьбе балканских славян против владычества Османской империи. Также он встречался с будущим албанским писателем Гергем Фишта и ещё одним хорватским писателем Сильвие Страхимиром Краньчевичем — Мартич и Краньчевич сумели склонить албанца к литературной деятельности.

### Политическая деятельность
Мартич в молодости активно поддерживал движение иллиризма, чуть позже стал выступать за присоединение Боснии и Герцеговины к будущему хорватскому государству, которое появится после прекращения существования Австро-Венгрии. Боролся за права хорватов-католиков в Боснии и Герцеговине, за что арестовывался властями.

## Память
- Перед церковью в Посушье был установлен памятник в виде открытой книги, в которой написано: «Трудно дому без братской любви, как Боснии без Хорватской земли» (хорв. Teško domu bez ljubavi bratske, ko i Bosni bez zemlje Hrvatske). Также в Посушье есть школа, носящая имя Грго Мартича.
- В родной деревне Растовача установлен каменный крест, на котором указаны годы жизни Мартича и коротко описана его деятельность.
- В Боснии и Герцеговине в своё время была выпущена почтовая марка с изображением Мартича.
- Кисти хорватского художника Ивана Тишова принадлежит портрет Грго Мартича.
- Памятник Грго Мартичу установлен и в Загребе.